# Vochysia cinnamomea
Vochysia cinnamomea är en tvåhjärtbladig växtart som beskrevs av Johann Baptist Emanuel Pohl. Vochysia cinnamomea ingår i släktet Vochysia och familjen Vochysiaceae. Inga underarter finns listade i Catalogue of Life.